# الإكليل في استنباط التنزيل
الإكليل في استنباط التنزيل هو كتاب من تأليف جلال الدين السيوطي من الكتب المتعلقة بالقرآن الكريم، يذكر فيه المؤلف كل ما استنبط من القرآن أو أستدل به عليه من مسألة فقهية أو أصلية أو اعتقادية، مقرونا بتفسير الآية حيث توقف فهم الاستنباط عليه، مع عزو القول إلى قائله.
وطريقته: أنه يختار من كل سورة آيات معينة فيذكر ما قيل فيها، أو بعض ما قيل فيها من استنباط أو تفسير أو استدلال أو نكتة طريفة أو فائدة لطيفة. للكتاب أهمية كبيرة، فهو يحتوي على كثير من المسائل والقواعد الشرعية واللغوية وغيرها من المسائل المتنوعة. ويؤخذ على المؤلف عدم تنبيهه على بعض الأقوال الباطلة، وعدم تنبيهه على الآثار الضعيفة التي يوردها أحيانا. وقد طبع الكتاب أربع طبعات.

## موضوع الكتاب
قال السيوطي في مقدمة الكتاب: عزمت على وضع كتاب في ذلك مهذب المقاصد، محرر المسالك، أورد فيه كل ما استنبط منه أو أستدل به عليه من مسألة فقهية أو أصلية أو اعتقادية، وبعضاً مما سوى ذلك، مقرونا بتفسير الآية حيث توقف فهم الاستنباط عليه، معزواً إلى قائله من الصحابة والتابعين، مخرجاً من كتاب ناقلة من الأئمة المعتبرين.

## سبب التأليف
دعاه إلى تأليفه ما رآه في كتب أحكام القرآن من ملئها بالحشو والتطويل، والاستطراد إلى أقوال المخالفين، مع ما فاتها من الاستنباطات العلية، فأراد أن يجعل هذا الكتاب مهذباً محرراً، مورداً فيه كل ما استنبط، أو استدل به عليه، وبخاصة أصول تلك العلوم. وأيضاً مما دعاه إلى تأليفه وجمعه أنه أراد أن يبين نوعاً من أنواع إعجاز القرآن، وهو كونه شاملاً على كل شيء من أنواع العلوم مصداقاً لقوله تعالى: {مَّا فَرَّطْنَا فِي الكِتَابِ مِن شَيْءٍ} [سورة الأنعام، آية (38)].

## منهج المؤلف في الكتاب
سلك المؤلف في هذا الكتاب الطريقة التالية:
- تعرض المؤلف لجميع سور القرآن عدا خمس سور.
- كان يختار من كل سورة آيات معينة فيذكر ما قيل فيها، أو بعض ما قيل فيها من استنباط أو تفسير أو استدلال أو نكتة طريفة أو فائدة لطيفة.
- تنوعت طريقته في الآيات المدروسة: فتارة يذكرها كاملة، وتارة يذكر محل الشاهد، وتارة يذكر أول الآية فقط معقبا بقوله: الآية، وغير ذلك.
- تنوعت طريقته في عرض المسائل: فمرة يقدم تفسير الآية على الاستدلال بها فيقول: فسرها ابن عباس بكذا ففيه كذا، ومرة يقدم الاستدلال على التفسير.
- إذا وردت الآية أو بعضها في أكثر من سورة فنجده تارة يحيل وتارة يشير إلى تقدم الكلام وأحياناً يعيد الكلام ولا يشير إلى تقدمه.
- حذف أسانيد الأحاديث والآثار إلا نادراً.
- الرد في بعض الأحيان على القول المخالف أو تبيين أن هذا الاستدلال والاستنباط يرد به على قول في المسألة غير صحيح.[4]

## قيمة الكتاب وأهميته
تظهر قيمة الكتاب في النواحي التالية:
- تميزه عن سائر كتب التفسير وكتب أحكام القرآن، فهو يشمل الآيات المستنبط منها أحكام فقهية أو اعتقادية أو أصولية، أو غير ذلك.
- يتناول الكتاب لأحد أوجه إعجاز القرآن، وهو احتواء القرآن على علوم ومعارف متعددة، وكلها مجموعة في كتاب واحد.
- يحتوي الكتاب على مسائل وقواعد شرعية كثيرة، ومسائل علمية أخرى متنوعة، ومسائل لغوية أيضا.[2]

## المآخذ على الكتاب
- أنه يورد بعض الأقوال شديدة الضعف دون أن ينبه عليها صراحة، كما ذكر في قوله تعالى: {فَأَلْهَمَهَا فُجُورَهَا وَتَقْوَاهَا} [سورة الشمس، آية (8)] أن بعضهم استدل به على حجية الإلهام وأنه من أدلة الأحكام، ولم ينبه على ذلك مع بطلانه.
- أنه يورد الأحاديث والآثار مجردة عن أسانيدها وبدون أن يحكم عليها، وبعض هذه الآثار شديدة الضعف.[3]

## طبعات الكتاب
- طبع بتحقيق سيف الدين الكاتب في دار الكتب العلمية ببيروت.
- طبع بتحقيق عبد الله الغماري في دار الكتاب العربي.
- طبع بتحقيق عامر العرابي في دار الأندلس الخضراء.[5]
- طبع بتحقيق عادل شوشة في مكتبة فياض.